# 八道哨彝族乡
八道哨彝族乡是中华人民共和国云南省文山壮族苗族自治州丘北县下辖的一个民族乡。

## 行政区划
八道哨彝族乡下辖以下村级行政区划单位：
八道哨村、矣堵村、笼桥村、黎家庄村和大布红村。